# Pyrgocyphosoma tendanum
Pyrgocyphosoma tendanum är en mångfotingart som beskrevs av Karl Wilhelm Verhoeff 1930. Pyrgocyphosoma tendanum ingår i släktet Pyrgocyphosoma och familjen knöldubbelfotingar. Inga underarter finns listade i Catalogue of Life.